# 武蔵野鉄道デハ100形電車
武蔵野鉄道デハ100形電車（むさしのてつどうデハ100がたでんしゃ）は、西武鉄道の前身事業者である武蔵野鉄道が、保有する路線の電化完成に際して1922年（大正11年）に新製した、武蔵野鉄道初の電車である。翌1923年（大正12年）には、デハ100形の制御車としてサハ105形電車および客荷合造車サハニ110形電車の2形式が増備された。
本項では上記3形式のほか、1925年（大正14年）から1926年（大正15年）にかけて新製されたデハ130形電車・サハ135形電車およびデハ310形電車・サハ315形電車、すなわち武蔵野鉄道が電化開業初期に増備した木造車体を備える電車各形式について記述する。

## 概要
1915年（大正4年）4月に池袋 - 飯能間が開通した武蔵野鉄道（武蔵野鉄道本線、現・西武池袋線）は、沿線人口の増加に伴う利用客増に対応し、全線の電化工事を実施して従来の蒸気機関車牽引による客車列車による運行から電車による運行に切り替えることによって、所要時分の大幅な短縮ならびに運行の高頻度化を図ることとした。電化工事は関東地方における民営の蒸気鉄道では最も早期に実施され、1922年（大正11年）10月に池袋 - 所沢間の電化が、1925年（大正14年）12月には飯能までの全線の電化が完了した。電化規格は当時最新の電化路線であった鉄道院京浜線（現・JR京浜東北線）と同様の架空電車線方式による架線電圧1,200V仕様とし、電車の制御方式には連結運転を前提とした総括制御方式を取り入れるなど、電車化による運行の高頻度・高速化のみならず、連結運転による大量輸送を行う郊外型電気鉄道としての志向が明確に現れていた。
武蔵野鉄道初の電車として新製されたデハ100形は、池袋 - 所沢間の電化完成に際してデハ101 - 104の4両が1922年（大正11年）6月に落成したもので、翌1923年（大正12年）5月にはデハ100形と編成する制御車としてサハ105形105・106が、同年8月にはサハニ110形111・112がそれぞれ増備され、全8両の電車によって運行が実施された。飯能までの全線電化完成に際しては1925年（大正14年）10月から同年12月にかけてデハ130形131・132およびサハ105形107・108の計4両が増備されたが、電化完成後の武蔵野鉄道沿線は利便性向上に伴って人口が急増したことから、翌1926年（大正15年）10月にはデハ310形311およびサハ135形135・136、サハ315形315の計4両を増備、計16両の木造電車が出揃った。製造メーカーはデハ100形、サハ105形105・106およびサハニ110形が梅鉢鉄工所（後の帝國車輛工業）、デハ130形およびサハ135形が汽車製造東京支店、デハ310形・サハ315形およびサハ105形107・108が日本車輌製造東京支店であった。
導入後は一部の制御車の電動車化などが実施され、第二次世界大戦終戦後の武蔵野鉄道と（旧）西武鉄道の合併に伴う（現）西武鉄道成立後、1948年（昭和23年）6月に在籍する全車両を対象に実施された一斉改番に際しては、全16両の木造車各形式はモハ105形・モハ131形・モハ201形・クハ1201形・クハニ1211形の5形式に再編された。しかし同時期には西武鉄道の傘下事業者の一つである近江鉄道へ貸出もしくは譲渡される車両が発生し、以降順次淘汰が進行した上掲5形式は1956年（昭和31年）までに全て形式消滅した。

## 車体
車体長16m級の鉄骨木造構造の車体を備え、屋根部を二重屋根（ダブルルーフ）構造とした、当時の鉄道車両としては標準的な外観を呈する。新製時期および用途・製造メーカーの差異によって細部に相違点を有するものの、平妻3枚窓・非貫通構造の妻面、前後妻面ともに運転台を備える両運転台仕様、側面に片側3箇所備えられた片開客用扉（3扉構造）、一段落とし窓方式の側面窓など、基本仕様は各形式とも共通である。
デハ100形は前後妻面および客用扉間の車体裾部に切れ込みを有し、台枠が外部に露出した外観が特徴である。窓配置は窓配置は1D222D222D1（D：客用扉）である。サハ105形105・106はデハ100形と同一の車体を備えるが、外板を車体裾部まで引き降ろし外部から台枠が見えなくなった点が異なる。サハニ110形は荷量3tの小手荷物室および荷物用扉を備え、窓配置も3B22D222D1（B：荷物用扉）と他形式とは異なる。以上3形式はいずれも運転台を妻面中央部に設置し、妻面の雨樋は直線形状である。
デハ130形およびサハ105形107・108より、妻面の雨樋が緩い円弧を描く形状に変更されたほか、タブレット閉塞区間におけるタブレット交換の便宜を図るため運転台を進行方向右側に設置した。右側運転台仕様は武蔵野鉄道としての最後の新製車両となったモハ5570形電車に至るまで全車に踏襲され、武蔵野鉄道における標準仕様となった。またデハ130形のみ乗務員扉を落成当初より設置し、窓配置はdD222D222Dd（d：乗務員扉）と変化した。サハ135形はサハ105形107・108とほぼ同一の側面見付を有する。
デハ310形およびサハ315形では車体長が17m級に延長され、各部寸法にも変化が生じたが、窓配置などは前述各形式と同一である。また両形式とも前面に貫通扉を備える点が他形式とは異なるが、後年の車体改修に際して貫通扉を埋め込み撤去し、非貫通構造化された。
各形式とも車内はロングシート仕様で、通風器（ベンチレーター）はガーランド形を採用、1両当たり二重屋根部の左右に5基ずつ、計10基搭載した。

## 主要機器
制御装置はゼネラル・エレクトリック (GE) 社製Mコントロールの系譜に属する電空カム軸式の自動進段式制御器RPC-101（GE製もしくは芝浦製作所製）を採用する。
主電動機はデハ100形においてはGE製の定格出力65HP仕様の主電動機を採用したが、デハ130形より定格出力105HP (85kW) のGE製GE-244Aに変更、出力増強が図られた。GE-244A主電動機は同機種の国内ライセンス生産版である芝浦製作所製SE-102主電動機とともに、後の武蔵野鉄道における標準型主電動機として長年用いられた。
制動装置はGE社開発のJ三動弁を採用するAVR (Automatic Valve Release) 自動空気ブレーキである。
台車は電動車各形式が鉄道院制式のDT10系の、制御車各形式が同TR10系の基本設計をそれぞれ踏襲し、固定軸間距離を縮小した独自仕様による釣り合い梁式台車を装着した。基礎制動装置は全台車ともクラスプ（両抱き）式である。

## 導入後の変遷

### 武蔵野鉄道時代
サハ105形105・106は落成翌年の1924年（大正13年）10月にデハ100形と同一の電装品を用いて電動車化改造が実施され、デハ105形105・106と車両番号（以下「車番」）は変更されず形式称号のみが変更された。その後、サハ135形135・136が1928年（昭和3年）8月に、サハ315形315が1929年（昭和4年）3月にそれぞれ電動車化改造が実施され、いずれも形式称号のみ変更となって前者はデハ135形、後者はデハ315形とそれぞれ改称された。なお、一連の電動車化改造に際しては乗務員扉の新設が併せて実施されたが、制御車のまま残存したサハ105形107・108についても後年乗務員扉の新設を実施、デハ100形およびサハニ110形を除いて全車とも窓配置がdD222D222Ddで統一された。また、サハニ110形111・112は1935年（昭和10年）12月に小手荷物室を撤去・客室化してサハ110形と改称された。また同時に乗務員扉が新設され、窓配置はd2D22D222D1となった。
後年、時期は不詳ながらデハ100形は全車とも電装解除され、サハ100形101 - 104と改称されたが、クハ5855形電車など制御車各形式が増備された時期に相当する1940年（昭和15年）に、同年11月26日付設計変更認可によって4両とも電動車デハ100形へ再改造された。再度の電動車化に際しては制御方式が従来の間接自動制御から間接非自動制御（HL制御）に変更となり、RPC-101制御装置を搭載する他形式との混用は不可能となった。電動車に復帰した同4両は比較的短期間で再び電装解除および片側の運転台を撤去して片運転台構造とされた上で制御車代用となり、以降はHL制御仕様の制御車として運用された。

### （現）西武鉄道成立後
戦後の武蔵野鉄道と（旧）西武鉄道との合併による（現）西武鉄道成立後、1946年（昭和21年）12月にデハ105形105が、翌1947年（昭和22年）6月には同デハ106がそれぞれ近江鉄道へ貸渡された。当時は西武鉄道においても戦中の酷使に起因する在籍する車両の故障発生率増加および稼働率低下に伴う車両不足に悩まされていた時期であったものの、近江鉄道においては車両稼働率低下が西武鉄道以上に深刻な状況に陥っていたことから、急遽デハ105形2両を救済目的で貸渡したものであった。一方、西武鉄道に残存した各形式については、戦災国電払い下げ車両（モハ311形・クハ1311形電車）導入に伴う車両限界拡大が実施されたことに伴い、各形式全車とも客用扉下部にステップを新設したのち、1948年（昭和23年）6月に実施された一斉改番に際しては、制御車代用として運用されたデハ100形101 - 104およびサハ105形107・108がクハ1201形1201 - 1206、デハ135形135・136・デハ310形311およびデハ315形315がモハ201形201 - 204、サハ110形111・112がクハニ1211形1211・1212とそれぞれ改番・再編された。旧サハ110形（サハニ110形）については改番に際して小手荷物室を設置して再び客荷合造車となったほか、近江鉄道へ貸出中のモハ105形105・106および近江鉄道への譲渡が計画されていたモハ131形131・132については改番対象に含まれず、電動車を表す車両記号「デハ」を「モハ」と改めたのみであった。
デハ200形201・202については改番実施直前の1948年（昭和23年）5月より現車は近江鉄道へ貸渡されたのち、翌1949年（昭和24年）6月にデハ131形131・132とともに正式譲渡された。さらにクハ1201形1201・1202が1949年（昭和24年）11月に、同クハ1203・1204が1950年（昭和25年）4月にそれぞれ近江鉄道へ貸渡され、1950年（昭和25年）6月にいずれも正式譲渡された。また前述モハ105形105・106については1948年（昭和23年）11月1日付認可で正式譲渡されたが、翌1949年（昭和24年）9月28日付申請・同年11月1日付認可で近江鉄道より返還されたのち、モハ105は1950年（昭和25年）10月に松本電気鉄道（現・アルピコ交通）へ、モハ106は1949年（昭和24年）中に岳南鉄道へそれぞれ譲渡された。
一連の貸渡および譲渡が実施された結果、1951年（昭和26年）以降に西武鉄道に残存した車両はモハ201形203・204、クハ1201形1205・1206、およびクハニ1211形1211・1212の3形式6両のみとなった。また、クハニ1211形1211・1212は1954年（昭和29年）7月に小手荷物室を撤去・客室化してクハ1207・1208と改番、クハ1201形に編入された。これら各形式についても、1955年（昭和30年）9月から翌1956年（昭和31年）6月にかけて順次地方私鉄へ譲渡、もしくは鋼体化改造名義によって事実上廃車となり、武蔵野鉄道が新製発注した木造車各形式は全て形式消滅した。

## 譲渡車両
西武鉄道における除籍後の各形式は、前述のように終戦直後より近江鉄道へ貸出・譲渡された車両が多数を占め、また後年除籍された車両についても車体改修工事を実施して地方私鉄へ譲渡されたものも存在し、最終的に全16両中12両が譲渡対象となった。いずれも木造車体仕様のまま譲渡されたことから、譲渡先事業者においても比較的早期に車体新製もしくは載せ替えによる鋼体化改造が実施され、1962年（昭和37年）までに外観上の原形を保つ車両は消滅した。なお、鋼体化改造を実施した車両についても既に全車廃車となっており、現役の車両として運用されているものは存在しない。
- 栗原電鉄（後のくりはら田園鉄道） - モハ201形204が譲渡され、同社M16形161として導入された[21]。
- 上毛電気鉄道 - モハ201形203が譲渡され、同社デハ160型161として導入された[21]。

- 松本電気鉄道 - モハ105形105が譲渡され、同社デハ13として導入された[21]。
- 岳南鉄道 - モハ105形106が譲渡され、同社モハ105形106として原形式・原番号のまま導入された[21]
- 近江鉄道 - モハ131形131・132、モハ201形201・202、クハ1201形1201 - 1204の計8両が譲渡され、いずれも原形式・原番号のまま導入された[21]。

## 車歴
| 形式        | 竣功時車番 | 竣功年月   | 製造メーカー | 改番               | 最終車番 | 譲渡                | 譲渡年月   |
| ----------- | ---------- | ---------- | ------------ | ------------------ | -------- | ------------------- | ---------- |
| デハ100形   | デハ101    | 1922年6月  | 梅鉢鉄工所   | サハ101→デハ101    | クハ1201 | 近江鉄道クハ1201    | 1949年11月 |
| デハ100形   | デハ102    | 1922年6月  | 梅鉢鉄工所   | サハ102→デハ102    | クハ1202 | 近江鉄道クハ1202    | 1949年11月 |
| デハ100形   | デハ103    | 1922年6月  | 梅鉢鉄工所   | サハ103→デハ103    | クハ1203 | 近江鉄道クハ1203    | 1950年4月  |
| デハ100形   | デハ104    | 1922年6月  | 梅鉢鉄工所   | サハ104→デハ104    | クハ1204 | 近江鉄道クハ1204    | 1950年4月  |
| サハ105形   | サハ105    | 1923年5月  | 梅鉢鉄工所   | デハ105            | モハ105  | 松本電気鉄道デハ13  | 1950年10月 |
| サハ105形   | サハ106    | 1923年5月  | 梅鉢鉄工所   | デハ106            | モハ106  | 岳南鉄道モハ106     | 1949年     |
| サハ105形   | サハ107    | 1925年10月 | 日車東京支店 | -                  | クハ1205 | （鋼体化改造）      | -          |
| サハ105形   | サハ108    | 1925年10月 | 日車東京支店 | -                  | クハ1206 | （鋼体化改造）      | -          |
| サハニ110形 | サハニ111  | 1923年8月  | 梅鉢鉄工所   | サハ111→サハニ1211 | クハ1207 | （鋼体化改造）      | -          |
| サハニ110形 | サハニ112  | 1923年8月  | 梅鉢鉄工所   | サハ112→サハニ1212 | クハ1208 | （鋼体化改造）      | -          |
| デハ130形   | デハ131    | 1925年12月 | 汽車東京支店 | -                  | モハ131  | 近江鉄道モハ131     | 1949年6月  |
| デハ130形   | デハ132    | 1925年12月 | 汽車東京支店 | -                  | モハ132  | 近江鉄道モハ132     | 1949年6月  |
| サハ135形   | サハ135    | 1926年10月 | 汽車東京支店 | デハ135            | モハ201  | 近江鉄道モハ201     | 1949年6月  |
| サハ135形   | サハ136    | 1926年10月 | 汽車東京支店 | デハ136            | モハ202  | 近江鉄道モハ202     | 1949年6月  |
| デハ310形   | デハ311    | 1926年10月 | 日車東京支店 | -                  | モハ203  | 上毛電気鉄道デハ161 | 1956年6月  |
| サハ315形   | サハ315    | 1926年10月 | 日車東京支店 | デハ315            | モハ204  | 栗原電鉄M161        | 1955年9月  |